# Beck’sche Universitätsbuchhandlung
Koordinaten: 48° 13′ 0″ N, 16° 21′ 36″ O

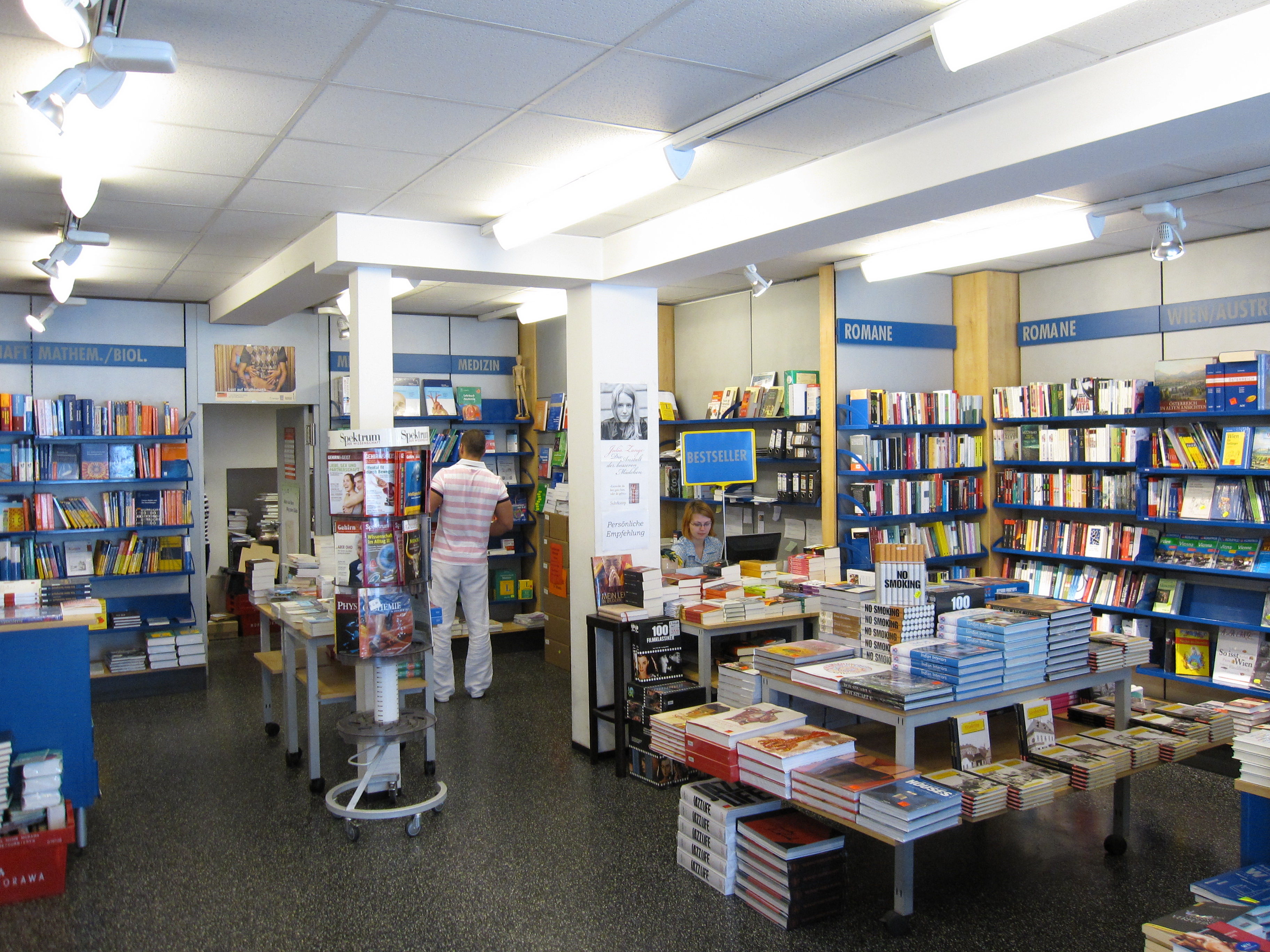
Innenansicht der Beck’schen Universitätsbuchhandlung an der Währinger Straße (2009)

Die Beck’sche Universitätsbuchhandlung ist einer der ältesten Verlage und Buchhandlungen Wiens.

## Geschichte

Buchhändlermarke von 1909

Gegründet wurde sie 1724 von einem Beck. Ab 1862 war Alfred von Hölder Besitzer der Beck’schen k. k. Hof- und Universitätsbuchhandlung. Von Hölders Söhne, Oskar und Constantin, waren Teilhaber dieser Firma.
Die Beck’sche Universitätsbuchhandlung befand sich an der Rotenturmstraße 13 im 1. Bezirk. Weitere Filialen waren an der Währinger Straße 49 und eine besteht an der Währinger Straße 12.
Die Beck’sche Universitätsbuchhandlung befindet sich mittlerweile im Besitz der Buchhandlung Schottentor GmbH und ist der Ableger für hauptsächlich naturwissenschaftliche Bücher. Die Schwerpunkte sind Chemie, Physik, Medizin, Mathematik und Biologie. Weitere Auswahl mit Sonderangeboten gibt es zu Kunst und Wien.
Die Buchhandlung Schottentor wurde im Jänner 2017 geschlossen, bis Mai 2018 wurde die Beck’sche Universitätsbuchhandlung in der Währingerstraße betrieben.